# Copa Africana de Naciones Sub-23 de 2019
La Copa Africana de Naciones Sub-23 de 2019 se realiza cada cuatro años y otorga tres cupos directos para los Juegos Olímpicos. Esta fue su 3.ª edición. El campeonato se llevó a cabo en Egipto entre el 8 de noviembre y el 22 de noviembre de 2019. Los finalistas y el tercer puesto participarán en los Juegos Olímpicos de Tokio 2020 ha realizarse en Japón.
El evento estaba previsto inicialmente que se celebrara en Zambia, sin embargo, el 26 de julio de 2017 anuncia que no lo organizará. La CAF informó el 23 de septiembre de 2017 que Egipto sería el nuevo anfitrión
El 6 de agosto de 2015, el Comité Ejecutivo de la CAF decidió cambiar el nombre del torneo del Campeonato Sub-23 de la CAF por el de Copa de las Naciones Sub-23 de África, similar a la versión para mayores, la Copa de África de Naciones.

## Equipos participantes
| Selecciones participantes | Selecciones participantes | Selecciones participantes | Selecciones participantes |
| ------------------------- | ------------------------- | ------------------------- | ------------------------- |
| Camerún                   | Costa de Marfil           | Egipto                    | Ghana                     |
| Malí                      | Nigeria                   | Sudáfrica                 | Zambia                    |

## Sedes
- Estadio Internacional de El Cairo
- Estadio Al-Salam

## Árbitros Oficiales
| Árbitros                                                 | Árbitros asistentes                                                                               |
| -------------------------------------------------------- | ------------------------------------------------------------------------------------------------- |
| Lahlou Benbraham Mohamed Maarouf Slim Belkouas           | Youssef El Bosaty Fathia Jermoumi Khalil Hassani                                                  |
| Louis Houngnandande Boubou Traore Daouda Guèye           | Judicael Sanou Abdul Aziz Bollel Jawo Firmino Bassafim Abdoul Aziz Moctar Saley Samuel Pwadutakam |
| Pierre Atcho                                             | Abelmiro dos Reis                                                                                 |
| Georges Gatogato Souleiman Ahmed Djama Salima Mukansanga | Dick Okello                                                                                       |
| Ali Mohamed Adelaid Andofetra Rakotojaona                | Ivanildo Meirelles Lopes James Emile Diana Chikotesha                                             |

## Sorteo
El sorteo del torneo final se celebró el 2 de octubre de 2019, a las 19:00 CAT ( UTC + 2 ), en el complejo Haramlek Palacio de Montaza en Alejandría, Egipto.

## Resultados

### Primera fase

#### Grupo A
| Equipo  | Pts | PJ | PG | PE | PP | GF | GC | Dif |
| ------- | --- | -- | -- | -- | -- | -- | -- | --- |
| Egipto  | 9   | 3  | 3  | 0  | 0  | 6  | 3  | 3   |
| Ghana   | 4   | 3  | 1  | 1  | 1  | 5  | 4  | 1   |
| Camerún | 4   | 3  | 1  | 1  | 1  | 3  | 3  | 0   |
| Malí    | 0   | 3  | 0  | 0  | 3  | 0  | 4  | -4  |

|  | Clasificado para las semifinales. |

| 8 de noviembre de 2019, 18:00 | Egipto      | 1:0 (1:0) | Malí | Estadio Internacional de El Cairo, El Cairo |                              |
|                               | Mostafa 29' |           |      | Árbitro(s): Georges Gatogato                | Árbitro(s): Georges Gatogato |

| 8 de noviembre de 2019, 21:00 | Camerún   | 1:1 (0:0) | Ghana        | Estadio Internacional de El Cairo, El Cairo |                              |
|                               | Evina 59' |           | Mohammed 87' | Árbitro(s): Lahlou Benbraham                | Árbitro(s): Lahlou Benbraham |

| 11 de noviembre de 2019, 18:00 | Malí | 0:1 (0:0) | Camerún   | Estadio Internacional de El Cairo, El Cairo |                                 |
|                                |      |           | Evina 76' | Árbitro(s): Ali Mohamed Adelaid             | Árbitro(s): Ali Mohamed Adelaid |

| 11 de noviembre de 2019, 21:00 | Ghana                 | 2:3 (1:1) | Egipto                                 | Estadio Internacional de El Cairo, El Cairo |                          |
|                                | Yeboah 6' · Obeng 46' |           | Mostafa 17' · Ramadan 82' · Rayyan 88' | Árbitro(s): Daouda Guèye                    | Árbitro(s): Daouda Guèye |

| 14 de noviembre de 2019, 21:00 | Egipto          | 2:1 (1:1) | Camerún  | Estadio Internacional de El Cairo, El Cairo |                                   |
|                                | Mostafa 27' 50' |           | Ayuk 37' | Árbitro(s): Andofetra Rakotojaona           | Árbitro(s): Andofetra Rakotojaona |

| 14 de noviembre de 2019, 21:00 | Malí | 0:2 (0:0) | Ghana           | Estadio Al-Salam, El Cairo |                          |
|                                |      |           | Kwabena 74' 85' | Árbitro(s): Pierre Atcho   | Árbitro(s): Pierre Atcho |

#### Grupo B
| Equipo          | Pts | PJ | PG | PE | PP | GF | GC | Dif |
| --------------- | --- | -- | -- | -- | -- | -- | -- | --- |
| Costa de Marfil | 6   | 3  | 2  | 0  | 1  | 2  | 1  | 1   |
| Sudáfrica       | 5   | 3  | 1  | 2  | 0  | 1  | 0  | 1   |
| Nigeria         | 4   | 3  | 1  | 1  | 1  | 3  | 2  | 1   |
| Zambia          | 1   | 3  | 0  | 1  | 2  | 1  | 4  | -3  |

|  | Clasificado para las semifinales. |

| 9 de noviembre de 2019, 18:00 | Nigeria | 0:1 (0:0) | Costa de Marfil  | Estadio Al-Salam, El Cairo  |                             |
|                               |         |           | Gnaka 71' (pen.) | Árbitro(s): Mohamed Maarouf | Árbitro(s): Mohamed Maarouf |

| 9 de noviembre de 2019, 21:00 | Sudáfrica | 0:0 | Zambia | Estadio Al-Salam, El Cairo    |  |
|                               |           |     |        | Árbitro(s): Salima Mukansanga |  |

| 12 de noviembre de 2019, 18:00 | Costa de Marfil | 0:1 (0:0) | Sudáfrica   | Estadio Al-Salam, El Cairo        |                                   |
|                                |                 |           | Mokoena 79' | Árbitro(s): Souleiman Ahmed Djama | Árbitro(s): Souleiman Ahmed Djama |

| 12 de noviembre de 2019, 21:00 | Zambia   | 1:3 (1:1) | Nigeria                                    | Estadio Al-Salam, El Cairo |                            |
|                                | Daka 12' |           | Okwonkwo 16' · Nwakali 65' · Awoniyi 90+3' | Árbitro(s): Slim Belkhouas | Árbitro(s): Slim Belkhouas |

| 15 de noviembre de 2019, 21:00 | Nigeria | 0:0 | Sudáfrica | Estadio Al-Salam, El Cairo |  |
|                                |         |     |           | Árbitro(s): Boubou Traore  |  |

| 15 de noviembre de 2019, 21:00 | Costa de Marfil | 1:0 (0:0) | Zambia | Estadio Internacional de El Cairo, El Cairo |                                 |
|                                | Dabila 61'      |           |        | Árbitro(s): Louis Houngnandande             | Árbitro(s): Louis Houngnandande |

## Segunda Fase

### Cuadro Final
|  | Semifinales                | Semifinales                |   |                            | Final                      | Final |  |
|  |                            |                            |   |                            |                            |       |  |
|  |                            |                            |   |                            |                            |       |  |
|  | 19 de noviembre - El Cairo |                            |   |                            |                            |       |  |
|  | Egipto                     | 3                          |   |                            |                            |       |  |
|  | Sudáfrica                  | 0                          |   |                            |                            |       |  |
|  |                            |                            |   |                            |                            |       |  |
|  |                            |                            |   |                            | 22 de noviembre - El Cairo |       |  |
|  |                            |                            |   |                            | Egipto (t. s.)             | 2     |  |
|  |                            | Costa de Marfil            | 1 |                            |                            |       |  |
|  |                            |                            |   |                            |                            |       |  |
|  |                            |                            |   |                            |                            |       |  |
|  |                            |                            |   |                            | Tercer lugar               |       |  |
|  | 19 de noviembre - El Cairo | 19 de noviembre - El Cairo |   | 22 de noviembre - El Cairo | 22 de noviembre - El Cairo |       |  |
|  | Costa de Marfil            | 2 (3)                      |   | Sudáfrica                  | 2 (6)                      |       |  |
|  | Ghana                      | 2 (2)                      |   |                            | Ghana                      | 2 (5) |  |

### Semifinales
| 19 de noviembre de 2019, 16:00 | Costa de Marfil                    | 2:2 (2:2, 1:0) (t. s.)(3:2 p.) | Ghana                                       | Estadio Internacional de El Cairo, El Cairo |                              |
|                                | Dao 13' 85'                        |                                | Yeboah 51' · Mensah 90+2'                   | Árbitro(s): Lahlou Benbraham                | Árbitro(s): Lahlou Benbraham |
|                                |                                    | Tiros desde el punto penal     |                                             |                                             |                              |
|                                | Diallo · Keita · H. Traorè · Kouao |                                | Lomotey · Cudjoe · Mensah · Obeng · Kwabena |                                             |                              |

| 19 de noviembre de 2019, 20:00 | Egipto                             | 3:0 (0:0) | Sudáfrica | Estadio Internacional de El Cairo, El Cairo |                          |
|                                | Ramadan 59' (pen.) · Magdy 84' 89' |           |           | Árbitro(s): Daouda Guèye                    | Árbitro(s): Daouda Guèye |

### Tercer lugar
| 22 de noviembre de 2019, 16:00 | Sudáfrica                                                                  | 2:2 (1:0) (6:5 p.)         | Ghana                                                                | Estadio Internacional de El Cairo, El Cairo |                           |
|                                | Mohammed 15' (a.g.) · Mahlatsi 62'                                         |                            | Mensah 50' · Obeng 85'                                               | Árbitro(s): Boubou Traoré                   | Árbitro(s): Boubou Traoré |
|                                |                                                                            | Tiros desde el punto penal |                                                                      |                                             |                           |
|                                | Malepe · Margeman · Mukumela · Singh · Dlala · Mohamme · Kodisang · Foster |                            | Lomotey · Mensah · Abass · Fobi · Obeng · Sarpong · Fuseini · Cudjoe |                                             |                           |

### Final
| 22 de noviembre de 2019, 20:00 | Egipto                      | 2:1 (1:1, 1:0) (t. s.) | Costa de Marfil | Estadio Internacional de El Cairo, El Cairo |                                   |
|                                | El Eraky 37' · Ramadan 114' |                        | Doumbia 89'     | Árbitro(s): Andofetra Rakotojaona           | Árbitro(s): Andofetra Rakotojaona |

|                            |
| Bandera de Egipto          |
| Campeón Egipto 1.er título |

## Clasificados a los Juegos Olímpicos de 2020
| Bandera de Costa de Marfil | Bandera de Egipto | Bandera de Sudáfrica |
| Costa de Marfil            | Egipto            | Sudáfrica            |
| -------------------------- | ----------------- | -------------------- |

## Goleadores
| Jugador            | Equipo          | Goles |
| ------------------ | --------------- | ----- |
| Mostafa Mohamed    | Egipto          | 4     |
| Ramadan Sobhi      | Egipto          | 3     |
| Franck Evina       | Camerún         | 2     |
| Youssouf Dao       | Costa de Marfil | 2     |
| Abdel Rahman Magdy | Egipto          | 2     |
| Owusu Kwabena      | Ghana           | 2     |
| Evans Mensah       | Ghana           | 2     |
| Samuel Obeng       | Ghana           | 2     |
| Yaw Yeboah         | Ghana           | 2     |